# ミラッツォ
ミラッツォ（イタリア語: Milazzo）は、イタリア共和国シチリア州メッシーナ県にある、人口約3万1000人の基礎自治体（コムーネ）。県内では、県都メッシーナ、隣接するバルチェッローナ・ポッツォ・ディ・ゴットに次いで第3位のコムーネ人口を持つ。
古代にギリシャ人によって築かれた港湾都市で、「ミュラエ」「ミラエ」の名で呼ばれた。第一次ポエニ戦争中の紀元前260年に行われたミラエ沖の海戦は、ローマ海軍が勝利を収めた戦いとして知られる。

## 名称
標準イタリア語以外では以下の名称を持つ。
- シチリア語: Milazzu

歴史上は以下の名称で呼ばれた。
- ラテン語: Mylae

## 地理

### 位置・広がり
メッシーナ県のコムーネ。県都メッシーナから西へ27kmの距離にある。

#### 隣接コムーネ
隣接するコムーネは以下の通り。
- サン・フィリッポ・デル・メーラ - 南東
- メリ - 南
- バルチェッローナ・ポッツォ・ディ・ゴット - 南西

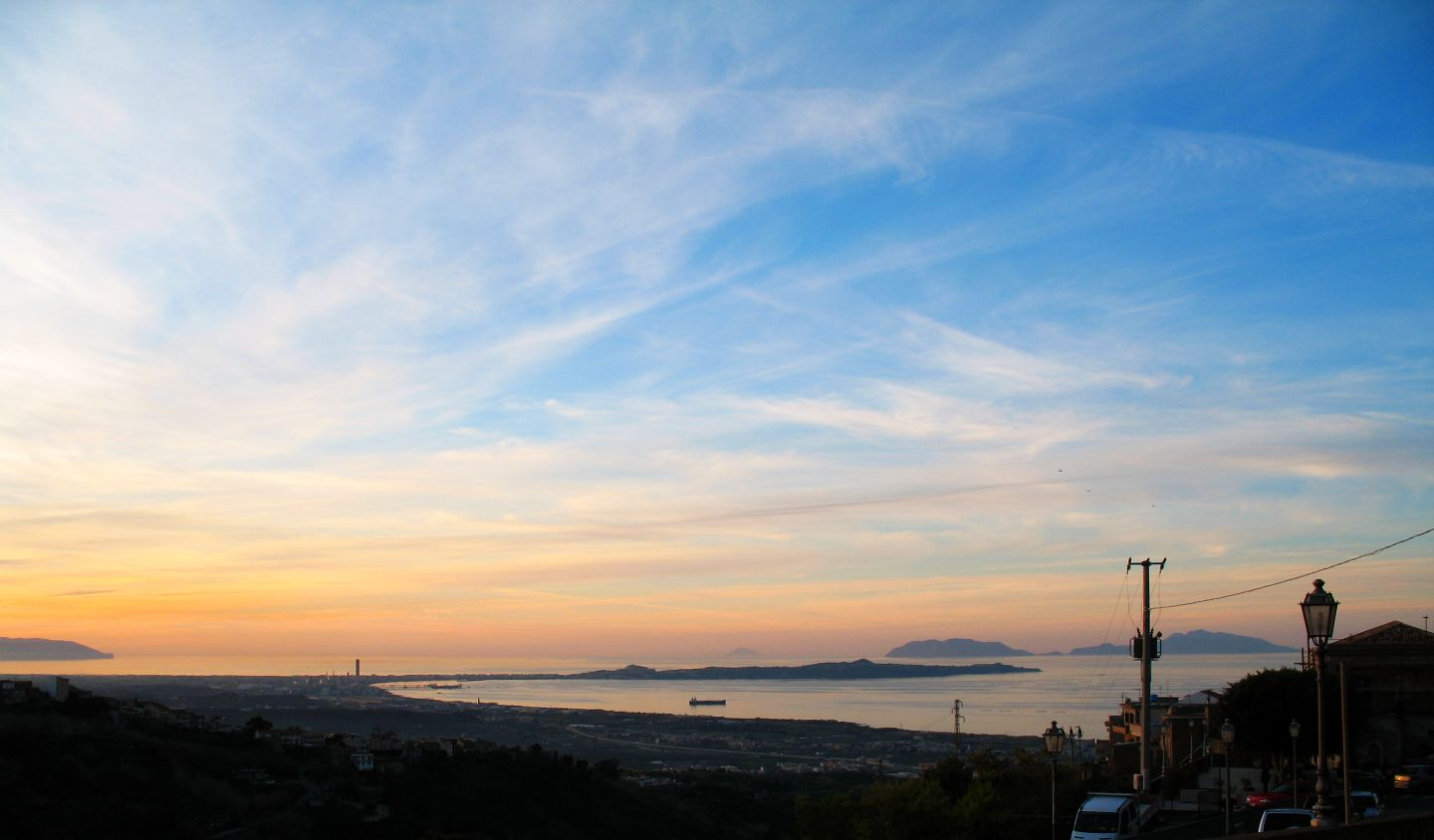
Capo Milazzo e Isole Eolie

## 行政

### 分離集落
ミラッツォには、以下の分離集落（フラツィオーネ）がある。
- Acqueviole, Addolorata, Badessa, Baronello, Baronia, Bastione, Bevaceto, Botteghelle, Bilemi, Capo Milazzo, Ciantro, Croce al Promontorio, Faraone, Fiumarella, Fossazzo, Manica, Masseria, Olivarella, Paradiso, Parco Nuovo, Parco Vecchio, Pezza del Pioppo, Pezza Grande, Pietre Rosse, San Paolino, San Papino, Santa Maria delle Grazie, San Giovanni, San Marco, San Pietro, Sant' Antonio, Santa Marina di Milazzo, Scaccia, Stella, Tono, Torretta Spiaggia, Trinità